# Славистички студии
„Славистички студии“ (на македонска литературна норма: „Славистички студии“) е научно, славистично списание за русистика, полонистика и бохемистика, което излиза в Скопие, Република Македония, от 1976 до 2006 година. Орган е на Филологическия факултет на Скопския университет.  Отделни броеве са посветени на професорите: Вера Янева-Стоянович (1985), Маргарита Пашоска (1999/2000), Зузана Тополинска (2001), Милан Гюрчинов (2004) и Рина Павловна Усикова (2006).